# Czeremcha-Wieś
Czeremcha-Wieś (biał. Чаромха-Сяло, Čaromcha-Siało) – wieś w Polsce położona w województwie podlaskim, w powiecie hajnowskim, w gminie Czeremcha. Leży w pobliżu rzeki Nurczyk.
| SIMC    | Nazwa   | Rodzaj  |
| ------- | ------- | ------- |
| 0025833 | Pożniki | kolonia |

Prawosławni należą do parafii Matki Bożej Miłującej w Czeremsze, a rzymskokatoliccy do parafii Najświętszej Maryi Panny Królowej Polski w Czeremsze.

## Historia
Pierwotnie występuje pod nazwą Nurzec, jako jedno z przedmieść miasta Kleszczele. Przeprowadzona w 1560 pomiara włóczna mówi o 58 włókach we wsi Nurzec.
W lustracji 1660 r. po raz pierwszy zastosowano zapis Nurzec alias Czeremcha.
W dniu 20 sierpnia 1920 roku 16 Pułk Ułanów mjr. Ludwika Kmicic-Skrzyńskiego z 4 Brygady Jazdy zniszczył uderzeniową grupę artylerii ciężkiej Armii Czerwonej. Ułani zdobyli wszystkie działa (24 armaty i 13 haubic). Według danych sowieckich straty ich grupy wyniosły 49 dowódców i 1.613 żołnierzy oraz 1.441 koni (przed walką grupa liczyła 3.155 żołnierzy i 1.729 koni).
Według spisu ludności z 30 września 1921 roku w Czeremsze zamieszkiwało 390 osób (w tym 193 kobiety i 197 mężczyzn) w 126 domach, wszyscy byli narodowości białoruskiej, wyznania prawosławnego. W lipcu 1944 roku o miejscowość z wojskami radzieckimi prowadziła walki 5 dywizja pancerna SS „Wiking”.
W latach 1975–1998 miejscowość administracyjnie należała do województwa białostockiego.
W miejscowości znajdują się:
- jednostka Ochotniczej Straży Pożarnej[12]. Podczas XI Krajowych Zawodów Sportowo-Pożarniczych Ochotniczych Straży Pożarnych w 2003 roku zdobyła 10. miejsce[13].

- cerkiew cmentarna Świętych Kosmy i Damiana z 1799, do 1839 unicka, następnie prawosławna. Należy do parafii Matki Bożej Miłującej w Czeremsze[14]. nr rej.A-22 z 25.07.2001[15].

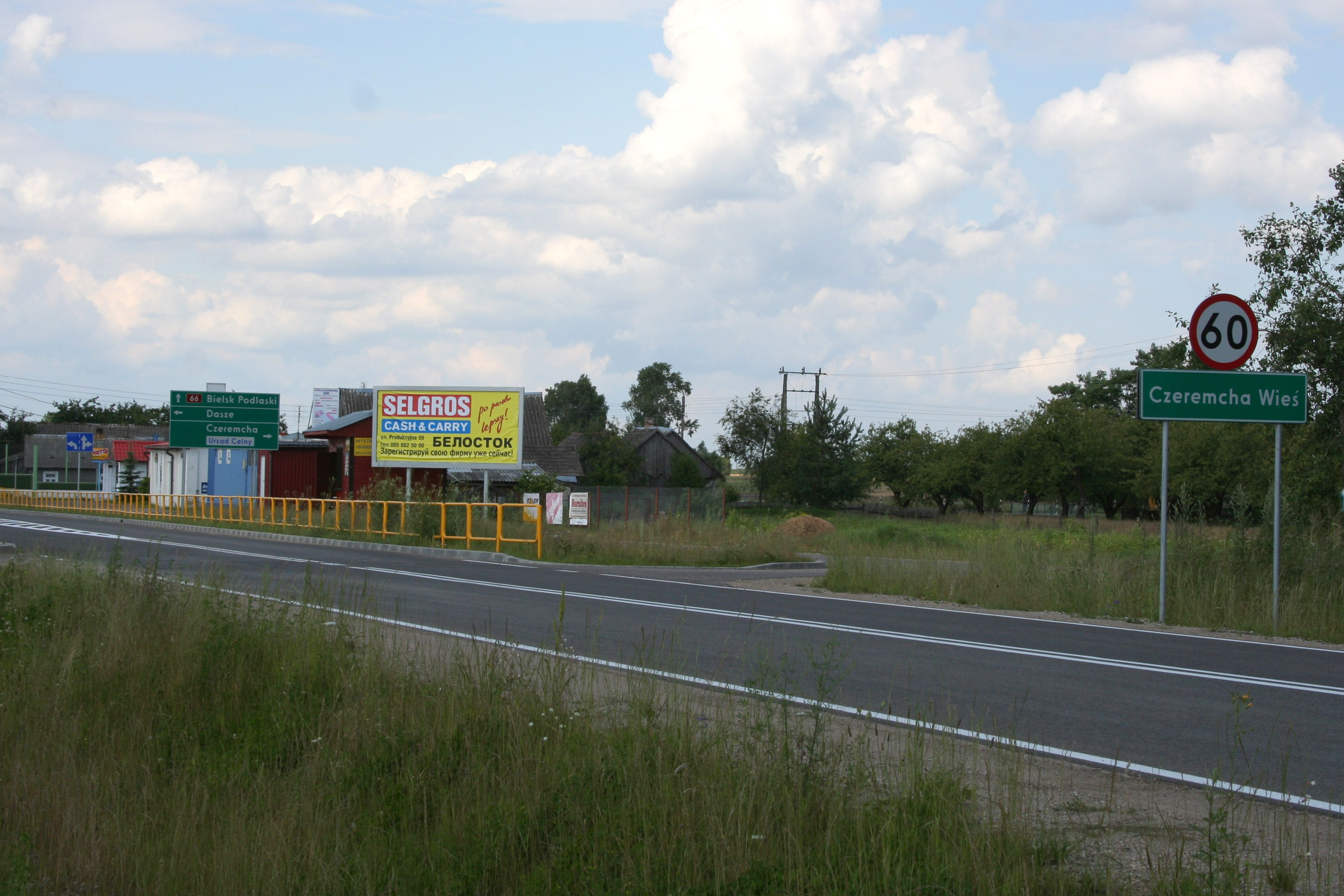
Wjazd do wsi
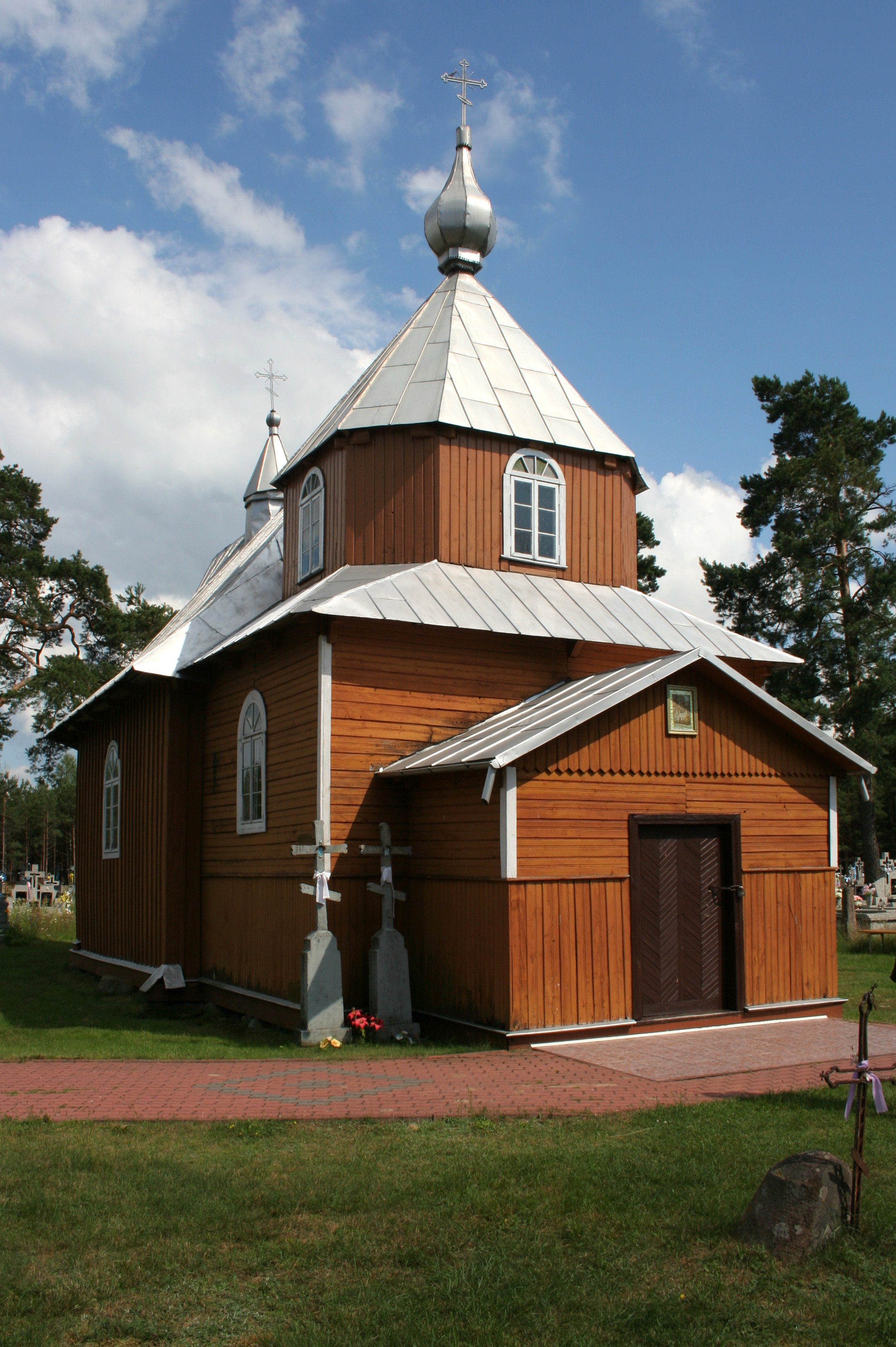
Cerkiew Świętych Kosmy i Damiana
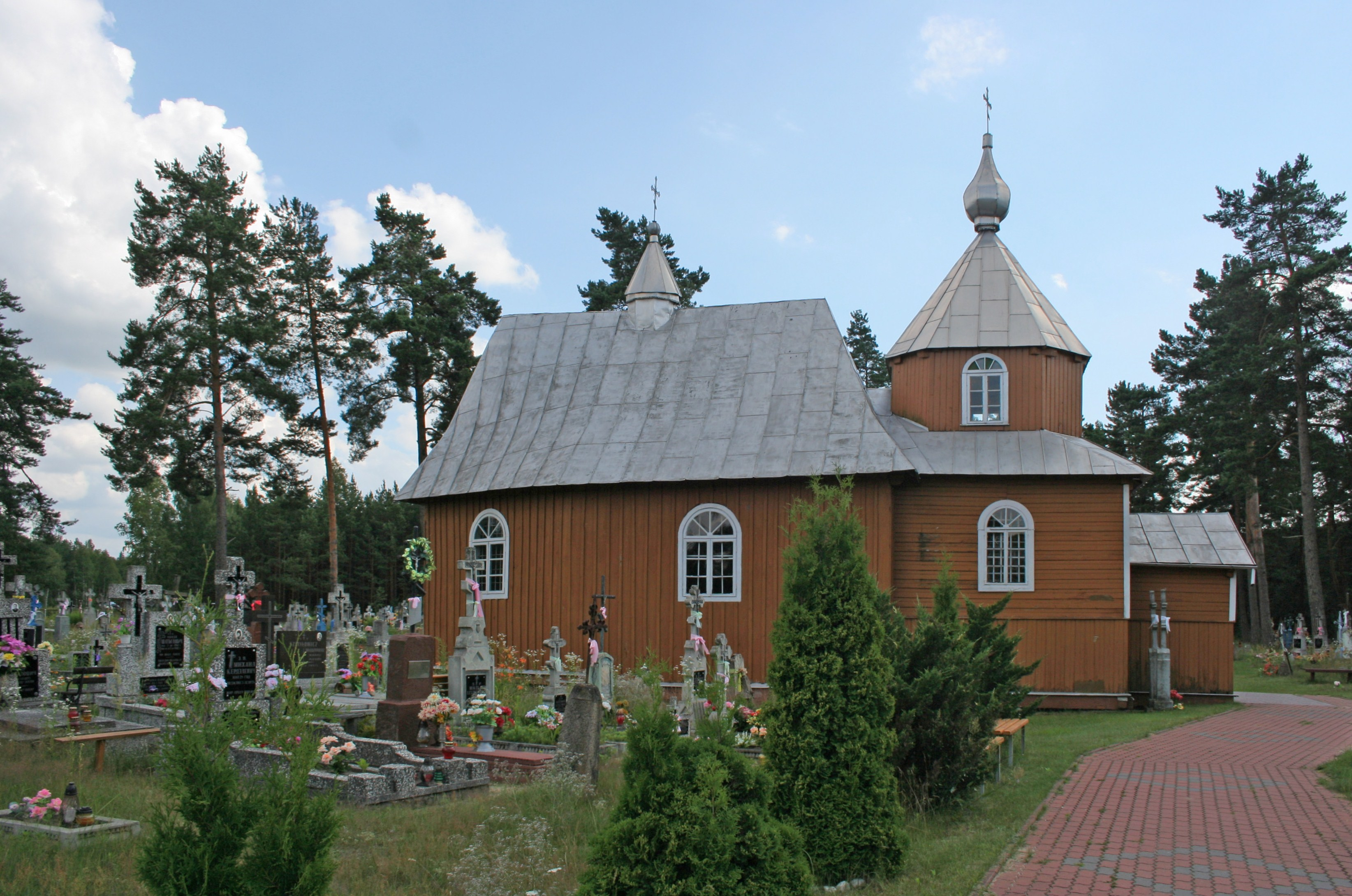
Cerkiew i cmentarz prawosławny